# Abu Roash
Abu Roash is een archeologische site op enkele kilometers afstand van Caïro in Egypte. Het is een deel van de Necropolis van Memphis.

## Bezienswaardigheden

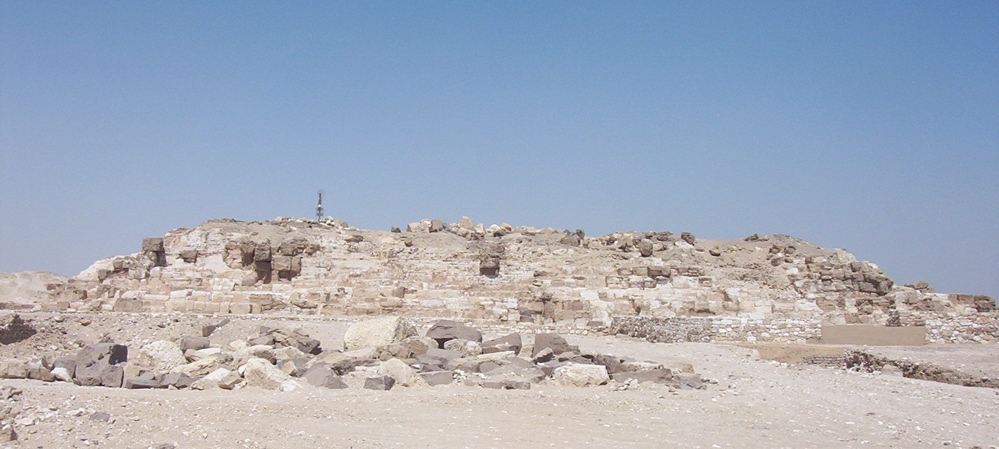
De geruïneerde piramide van Djedefre, Abu Roash, 2005

De plek werd al vanaf het begin van de Egyptische geschiedenis als begraafplaats gebruikt. Bij opgravingen zijn enkele objecten gevonden met de naam van Koning Hor-Aha en Den uit de 1e dynastie gevonden. In 2012 zijn er boten uit 3000 v. Chr. teruggevonden toegeschreven aan koning Den.
Djedefre, de derde koning van de 4e dynastie van Egypte, koos deze plaats voor zijn piramidecomplex, de plek is het noordelijk van alle piramiden. Aangezien deze farao slechts acht jaar regeerde, kwam de bouw van dit complex niet verder dan de basis van de constructie. De belangrijkste elementen van het complex zijn opgegraven, en hoewel het complex bij lange na niet voltooid was, zijn er toch enkele zeer waardevolle sculpturen gevonden. Na de bouw van de piramide Djedefre werd de site nooit meer een begraafplaats van belang.
Omdat de locatie gunstig lag was het een belangrijke bron om steen te hergebruiken. Het hergebruiken begon al in ten tijde van Romeinse heerschappij over Egypte.